# Liste der Filmfestivals in Ungarn
Die Liste beinhaltet die Namen der Filmfestivals, die in Ungarn stattfinden. Zudem werden genannt: die Jahreszahl der jeweiligen ersten Festival-Ausgabe, der Ort (die Stadt), in dem sich die jeweilige(n) Festival-Spielstätte(n) befinden, sowie die inhaltliche Spezialisierung des jeweiligen Festivals. Hierbei wird die Bezeichnung international verwendet, wenn es hinsichtlich der Produktionsländer der Filme keine geographische Einschränkung gibt. Die Liste ist aufsteigend nach Gründungsjahren geordnet, ein Farbwechsel in den Reihen markiert einen Wechsel im Jahrzehnt des Gründungsdatums.  
| seit | Name des Filmfestivals                                         | Ort                                              | Ausrichtung                                                          |
| ---- | -------------------------------------------------------------- | ------------------------------------------------ | -------------------------------------------------------------------- |
| 1965 | Magyar Filmszemle (Ungarische Filmschau)                       | Pécs, Budapest (seit 1983)                       | ungarische Spiel-, Dokumentar-, Kurz- und Animationsfilme            |
| 1973 | Slow Film Festival (1973-2006: Film Summer University)         | Eger                                             | nicht-kommerzielle internationale Filme                              |
| 1985 | Kecskemét Animation Film Festival                              | Kecskemét                                        | ungarische und europäische Animationsfilme                           |
| 1991 | Fényírók Fesztiválja – Another Connection (Mediawave Festival) | Győr                                             | internationale Kurz-, Animations-, Experimental- und Dokumentarfilme |
| 1993 | Titanic International Film Festival                            | Budapest                                         | international                                                        |
| 2001 | Emergeandsee                                                   | Budapest, London (seit 2000), Berlin (seit 2002) | internationale Kurzfilme von Studenten                               |
| 2003 | Anifest                                                        | Budapest                                         | internationale Animationsfilme                                       |
| 2004 | CineFest – International Festival of Young Filmmakers          | Miskolc                                          | internationale Filme junger Filmschaffender                          |
| 2004 | Verzio Documentary Film Festival                               | Budapest                                         | internationale Dokumentarfilme zum Thema Menschenrechte              |
| 2005 | BuSho Budapest Short Film Festival                             | Budapest                                         | internationale Kurzfilme                                             |
| 2005 | EDIT International Dance Film Festival                         | Budapest                                         | internationale Tanzfilme                                             |